# Annika Saarikko
Annika Saarikko (ur. 10 listopada 1983 w Oripää) – fińska polityk, posłanka do Eduskunty, w latach 2017–2019 i 2020–2023 minister, w latach 2020–2024 przewodnicząca Partii Centrum.

## Życiorys
W 2008 uzyskała licencjat na Uniwersytecie w Turku, a w 2013 magisterium z medioznawstwa. Do 2009 pracowała m.in. w szkolnictwie, administracji lokalnej i kościelnej. Zaangażowała się w działalność polityczną w ramach Partii Centrum. Była rzecznikiem ministra handlu zagranicznego i rozwoju (2009–2010), doradcą ministra spraw społecznych i zdrowia (2010) oraz doradcą premier Mari Kiviniemi (2010–2011). W 2010 wybrana na wiceprzewodniczącą swojego ugrupowania. W międzyczasie w 2013 uzyskała mandat radnej miejskiej w Turku i radnej zgromadzenia Finlandii Południowo-Zachodniej.
W 2011 po raz pierwszy została deputowaną do Eduskunty. Z powodzeniem ubiegała się reelekcję w 2015, 2019 i 2023.
W lipcu 2017 weszła w skład gabinetu Juhy Sipili jako minister do spraw rodziny i opieki socjalnej, zastępując Juhę Rehulę. W czerwcu 2019 w nowym rządzie Anttiego Rinne przeszła na urząd ministra nauki i kultury.
Ustąpiła z tej funkcji w sierpniu tegoż roku w związku z zaplanowanym rocznym urlopem macierzyńskim. Zgodnie z ustaleniami powróciła na stanowisko ministra nauki i kultury w sierpniu 2020, dołączając do powstałego w międzyczasie gabinetu Sanny Marin. We wrześniu 2020 została przewodniczącą Partii Centrum, pokonując w głosowaniu Katri Kulmuni. W tym samym miesiąc przejęła również obowiązki wicepremiera w fińskim rządzie. W maju 2021 przeszła na stanowisko ministra finansów (pozostając jednocześnie wicepremierem). Funkcje rządowe pełniła do czerwca 2023. W czerwcu 2024 na czele centrystów zastąpił ją Antti Kaikkonen.